# Probletomus maculipennis
Probletomus maculipennis är en insektsart som beskrevs av Gerstaecker 1895. Probletomus maculipennis ingår i släktet Probletomus och familjen Nogodinidae. Inga underarter finns listade i Catalogue of Life.